# Fantegutten
Fantegutten är en norsk dramafilm från 1932 i regi av Leif Sinding. Huvudrollen som pojken Ivar spelas av Odd Frogg och rollen som storbonden av Egil Eide. Rollen blev Eides sista långfilmsroll.

## Handling
Filmen utspelar sig i en dal en vårdag. Ett par blir begravda i ett snöskred med deras son Iver lyckas undkomma som ett mirakel. Han hittas av storbonden Sjur Rognved som låter pojken bo hos honom. Under uppväxten blir Ivar förälskad i bondens dotter Ragnhild som besvarar hans kärlek. En dag kommer ett kringresande sällskap till gården och en kvinna i sällskapet, Marja, känner igen Iver som sin brorson. När bonden får vetskap om detta vill han inte längre att Ragnhild ska gifta sig med Iver, då han inte anser "tattarblod" vara rent. Iver blir rasande över detta och tar sin tillflykt till resandefolket. Iver finner dock det kringresande livet alltför osäkert och det gör honom mycket trött. När han får höra att Ragnhild ska gifta sig med Bottolf bryter han  med det kringresande folket och reser hem igen. Han lyckas stoppa bröllopet i sista stund och till slut ger också storbonden sitt klartecken till giftermål mellan Iver och Ragnhild.
Det existerar ett alternativt slut till filmen där Iver avbryter Sjur och Ragnhild innan de kommer till kyrkan. Därefter syns Ragnhild och Iver i kyrkan sjungandes en psalm tillsammans med en uppslagen Bibel emellan sig.

## Rollista
- Odd Frogg	– Iver, en resandepojke
- Egil Eide – Sjur Rognved, storbonde
- Helga Rydland – Aase, Sjurs hustru
- Randi Brænne – Ragnhild, Sjurs och Aases dotter
- Mimi Kihle	– Ilona
- Amund Rydland	– Mons korpral
- Finn Bernhoft – Bottolf, hans son
- Oscar Larsen – prästen
- Reidar Kaas – Parkas, hövding för resandefolket
- Ellen Sinding – Tatjana, dansare
- Marie Hedemark – Marja, spåkvinna
- Eugen Skjønberg – Christian, Marjas man
- Per Kvist – Elias, resande
- Alfred Maurstad	– Stephan, resande
- Arthur Barking – Boris, resande
- Egil Sætren	 – resande
- Alfhild Grimsgaard – hans hustru

## Om filmen
Fantegutten bygger på romanen med samma namn av den norska författaren Harald Meltzer, utgiven postumt 1862. Filmen regisserades av Leif Sinding som också omarbetade romanen till filmmanus. Filmen producerades av bolaget Viking-Film A/S med Sinding som produktionsledare. Den fotades av Hilmer Ekdahl och klipptes samman av Sinding och Ekdahl. Filmen är en svartvit talfilm.
Filmen hade premiär den 3 oktober 1932 på biografen Eldorado i Oslo.

## Musik
- "Fanteguttens lengsel", kompositör Reidar Thommessen
- "Foni mi gitara", kompositör Thommessen
- "Elsk mig zigoiner"	, kompositör Jacques Armand